# Schützenmattstrasse (Lenzburg)

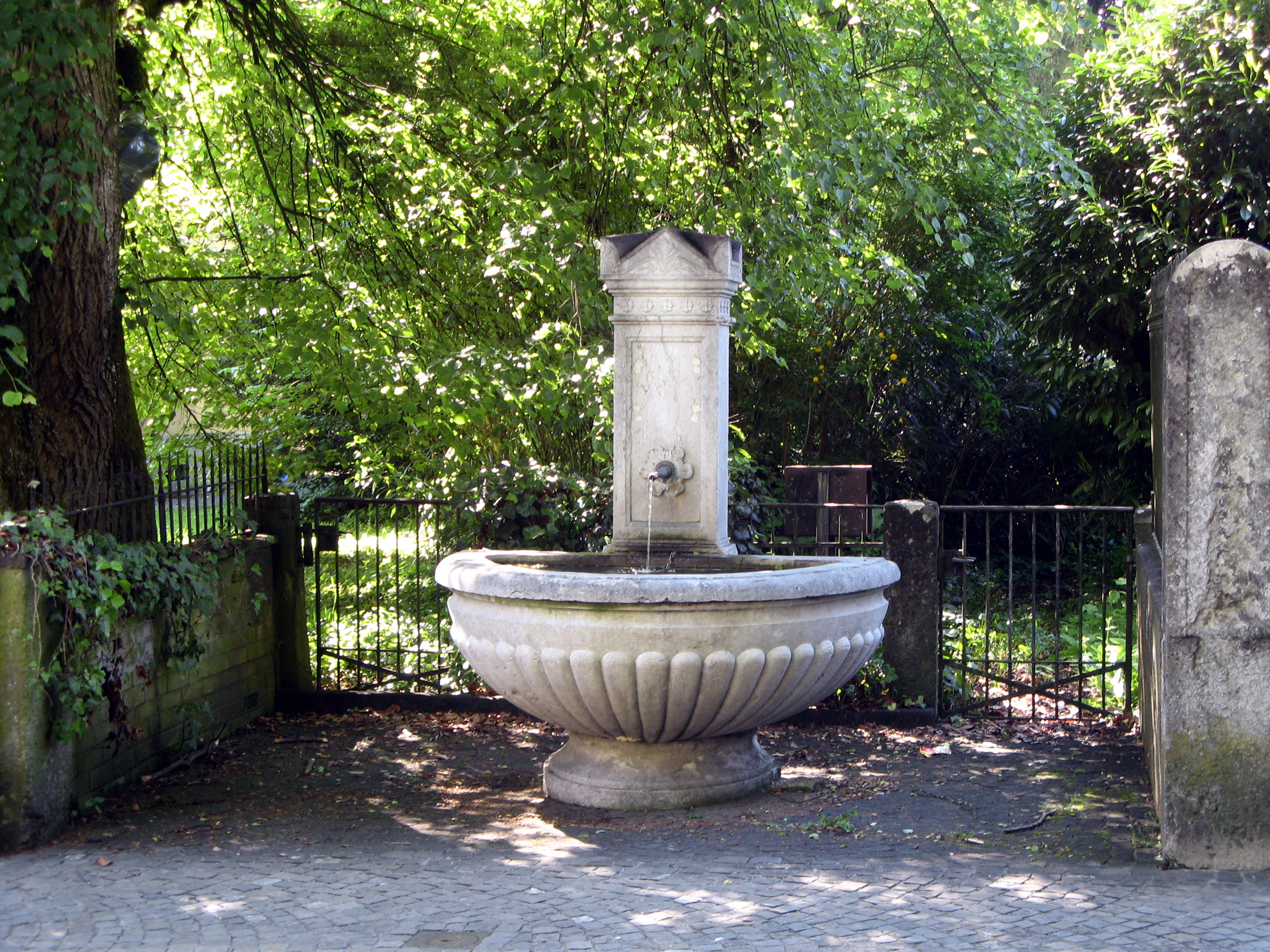
Brunnen von 1840

Die Schützenmattstrasse in Lenzburg ist ein historischer Strassenzug in der gleichnamigen Bezirkhauptstadt im Kanton Aargau. Sie verläuft grob in Nord-Süd-Richtung und ist an ihrem nördlichen Ende etwas nach Osten gerichtet. Zusammen mit den ihr umgebenen, alle im gleichen Zeitabschnitt entstandenen Bauten, die inzwischen unter Denkmalschutz stehen, kann sie als eine Baugruppe verstanden werden.

## Beschreibung
Die Schützenmattstrasse ist Teil der alten Fernstrasse Bern–Zürich und befindet sich nördlich der Altstadt von Lenzburg. Sie ist im Bundesinventar der historischen Verkehrswege der Schweiz eingetragen und wird beschrieben mit «Nationale Bedeutung, historischer Verlauf mit viel Substanz». Sie beginnt am Gasthaus zur Krone am Kronenplatz und geht nach zirka 200 Metern in die Hendschikerstrasse über, die als Hauptstrasse 1 noch immer Bern und Zürich verbindet. Diese überregionale Strassenverbindung verläuft heute nördlich der Altstadt entlang.
Die Stadt Lenzburg würdigt die Strasse mit wohlwollenden Attributen. Mit dem Hinweis, dass sich selbst der Bund mit einem Sechstel der Kosten an der Renovation 2018 beteilige, zeige die hohe Bedeutung, die man der Strasse beimesse. Ihre heutige Gestalt bekam sie im 19. Jahrhundert, als beide Strassenseiten mit hochherrschaftlichen Villen bebaut wurden. Diese Villen umgeben noch heute weitläufige parkartige Gärten, die zur Strasse hin mit steinernen und geschmiedeten Einfriedungen und seit 1837 bergseitig zum Schlossberg hin mit einer Stützmauer abschliessen.
Die Strasse ist vollständig kopfsteingepflastert. Dieses wurde zuletzt im Spätsommer 2018 nach 35 Jahren gerichtet, wobei ein Drittel der alten Steine wiederverwendet werden konnte. Neben dem Gasthaus zur Krone (KGS-Nr.: 15531), das 1760–1770 errichtet wurde, befinden sich auf der stadtauswärts linken Strassenseite mit den Hausnummern 3 bis 7 die Villa Alice (auch Villa Hünerwadel, 1837/38, KGS-Nr.: 9872), das Rosenhaus (1840, KGS-Nr.: 9870) und die Villa Malaga (1840, KGS-Nr.: 9873). Gegenüber am Hang, schon zum Steinbrüchliweg gehörend das 1767/68 von Ratsherr Samuel Seiler erbaute, dreigeschossige Haus Steinbrüchliweg 1 (KGS-Nr.: 15550) mit dazugehörigem Pavillon (KGS-Nr.: 15537). Wenige Schritte stadtauswärts das 1768 zunächst als Tabakfabrik errichtete Haus Schützenmattstrasse 6 (KGS-Nr.: 15545). Von hier stammt unter anderem der Lenzburger Augen-Tabak «zur Stärkung der Sehkraft».
Zwischen den Hausnummern 5 und 7 steht seit 1840 etwas zurückversetzt ein öffentlicher Brunnen (KGS-Nr.: 15529) im Biedermeier-Stil. Dieser Brunnen besteht aus feinkörnigem weissen Kalkstein. Ein muschelförmiges, halbovales Becken wird mit einem Wasserrohr aus Messing gespeist. Der pilasterartige Stock wird von einem Tympanon-förmigen, mit floralem Motiv versehenen Giebel gekrönt.
Die Schützenmattstrasse hat ihren Namen nach der Gemarkung Schützenmatt, dem nordwestlichen Teil der Gemarkung Lindfeld, die heute noch üblich ist. Die Schützenmatt liegt etwa 400 Meter jenseits der hier 1875 fertiggestellten Bahnstrecke Zofingen–Wettingen am Waldrand.

## Bilder

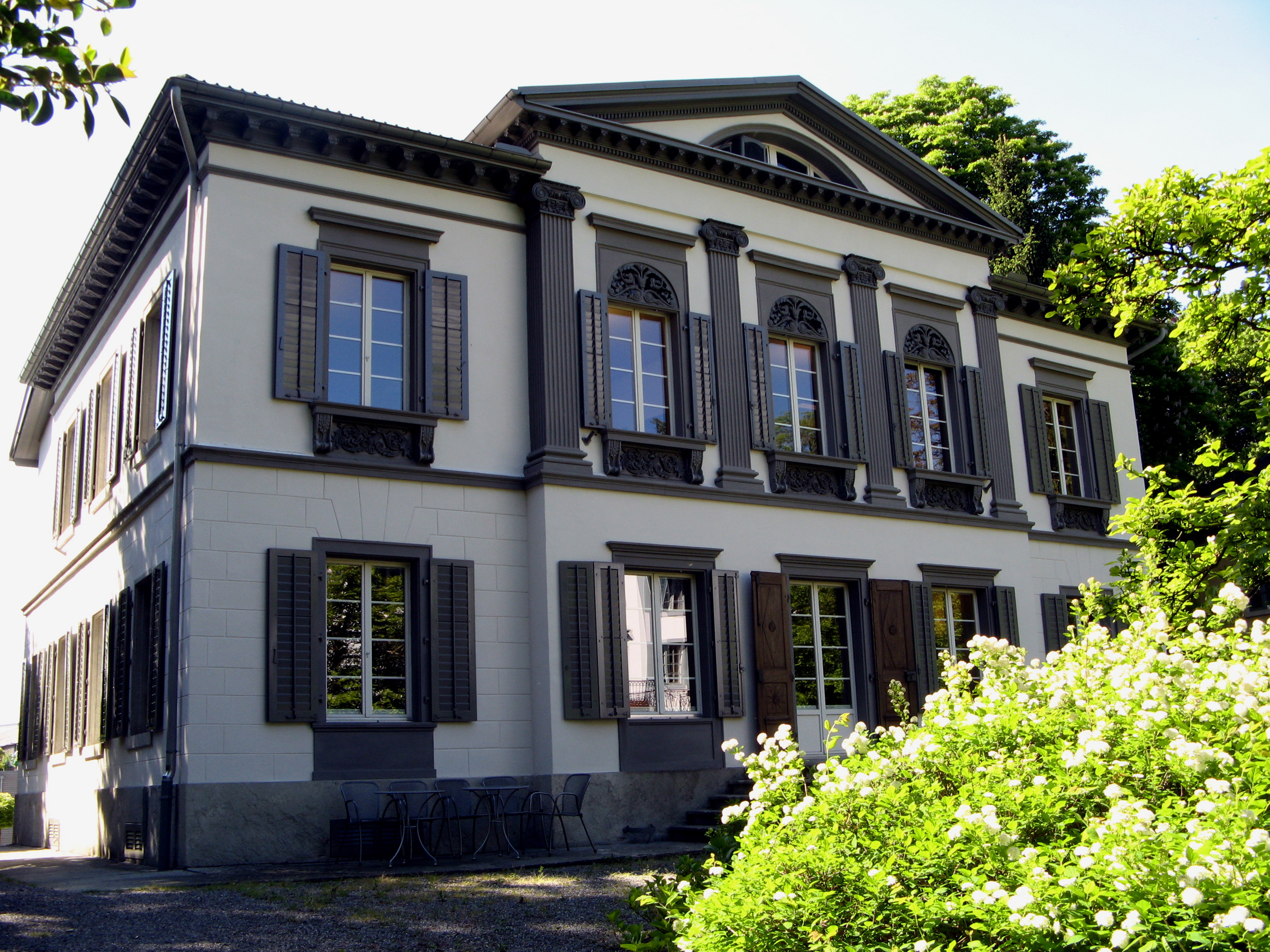
Villa Hünerwadel
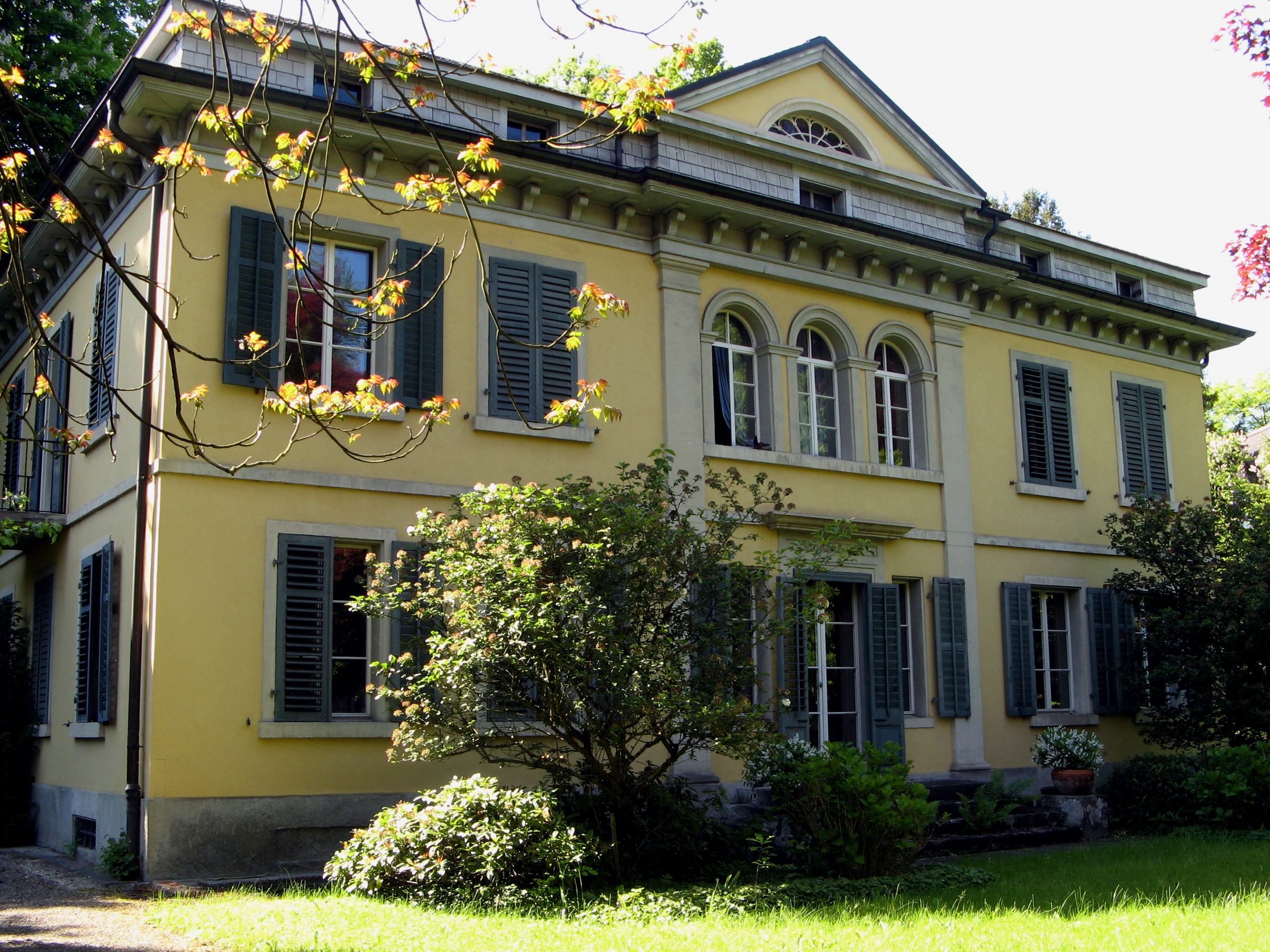
Rosenhaus
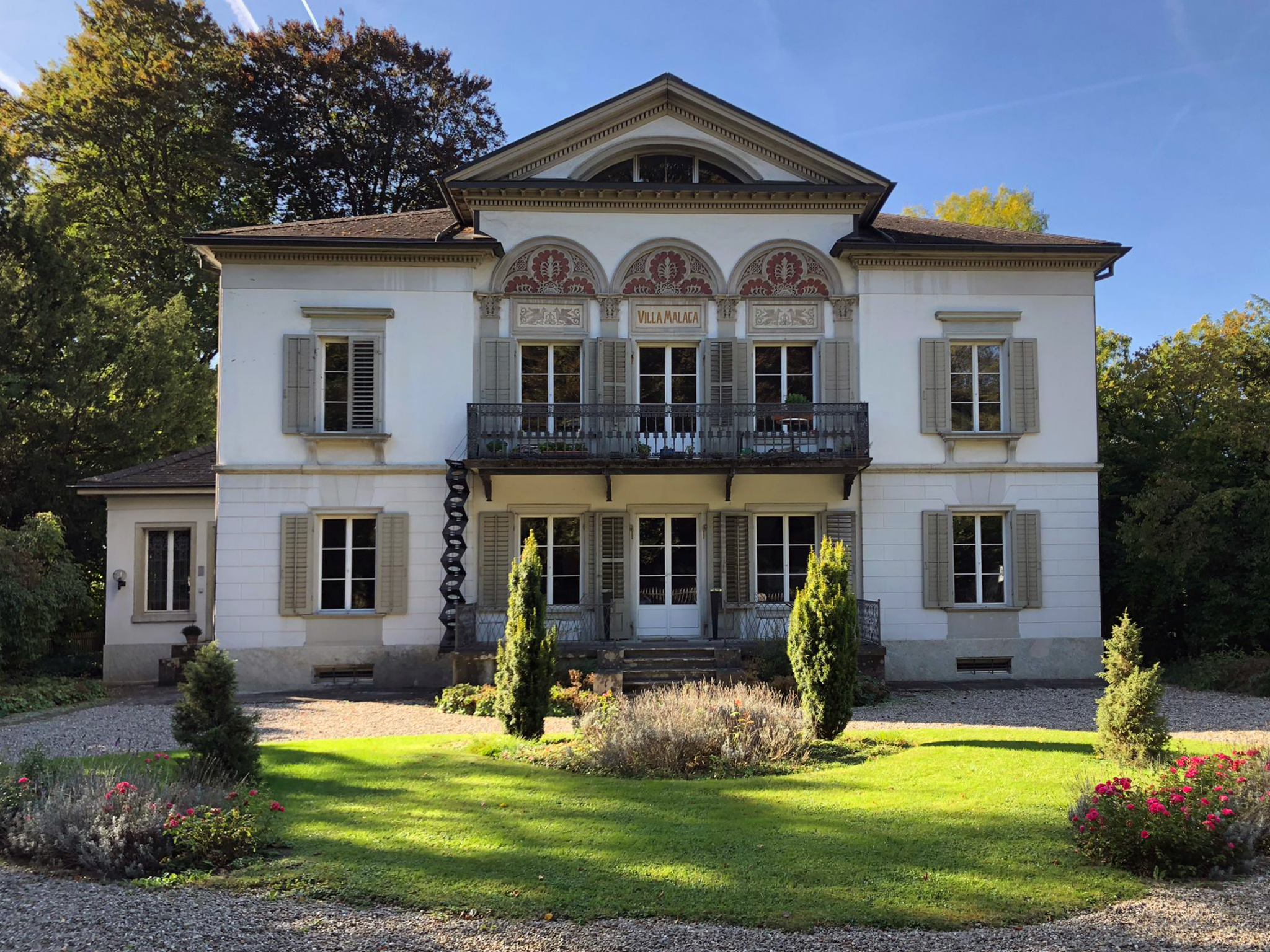
Villa Malaga
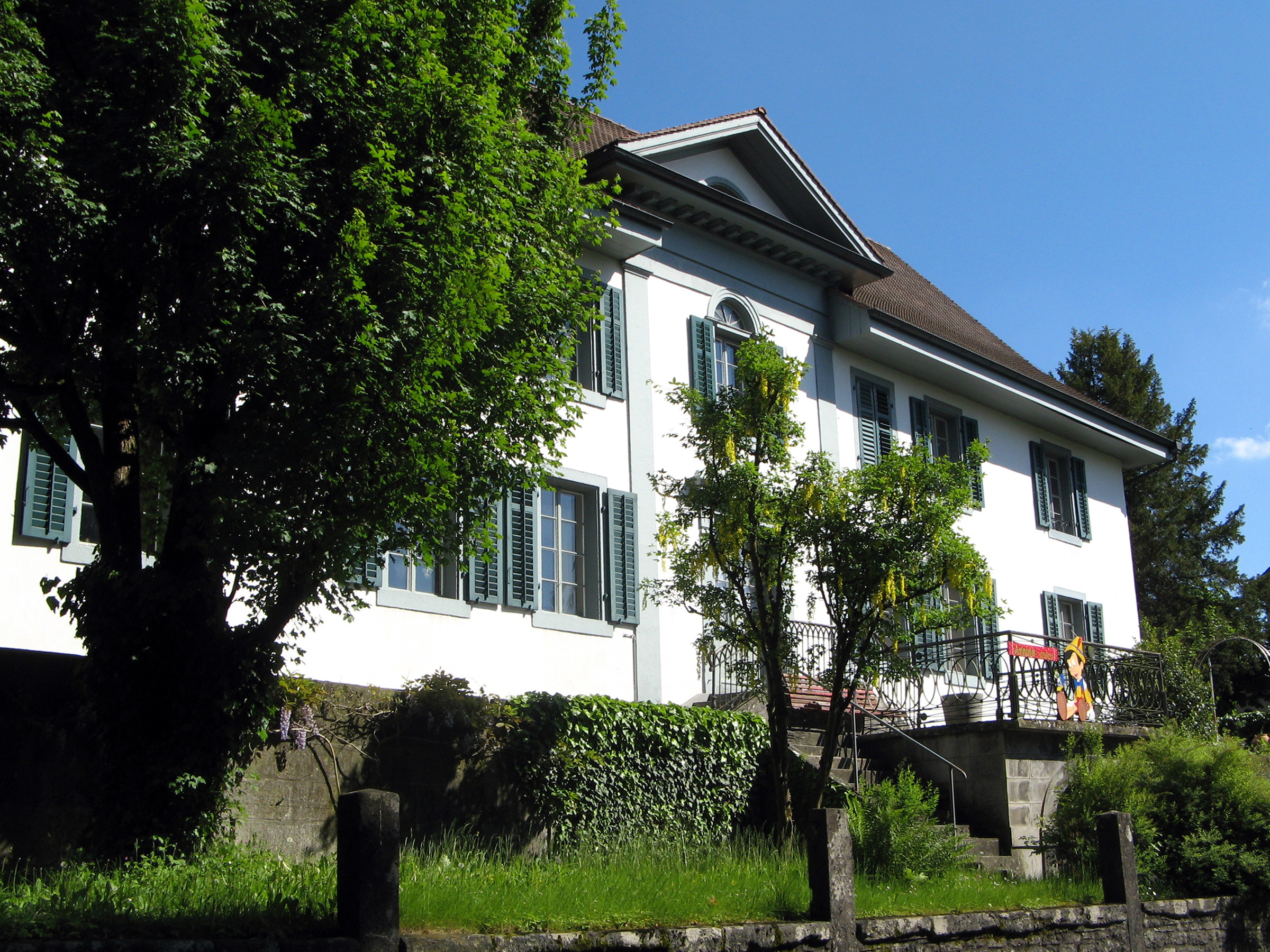
Schützenmattstrasse 6
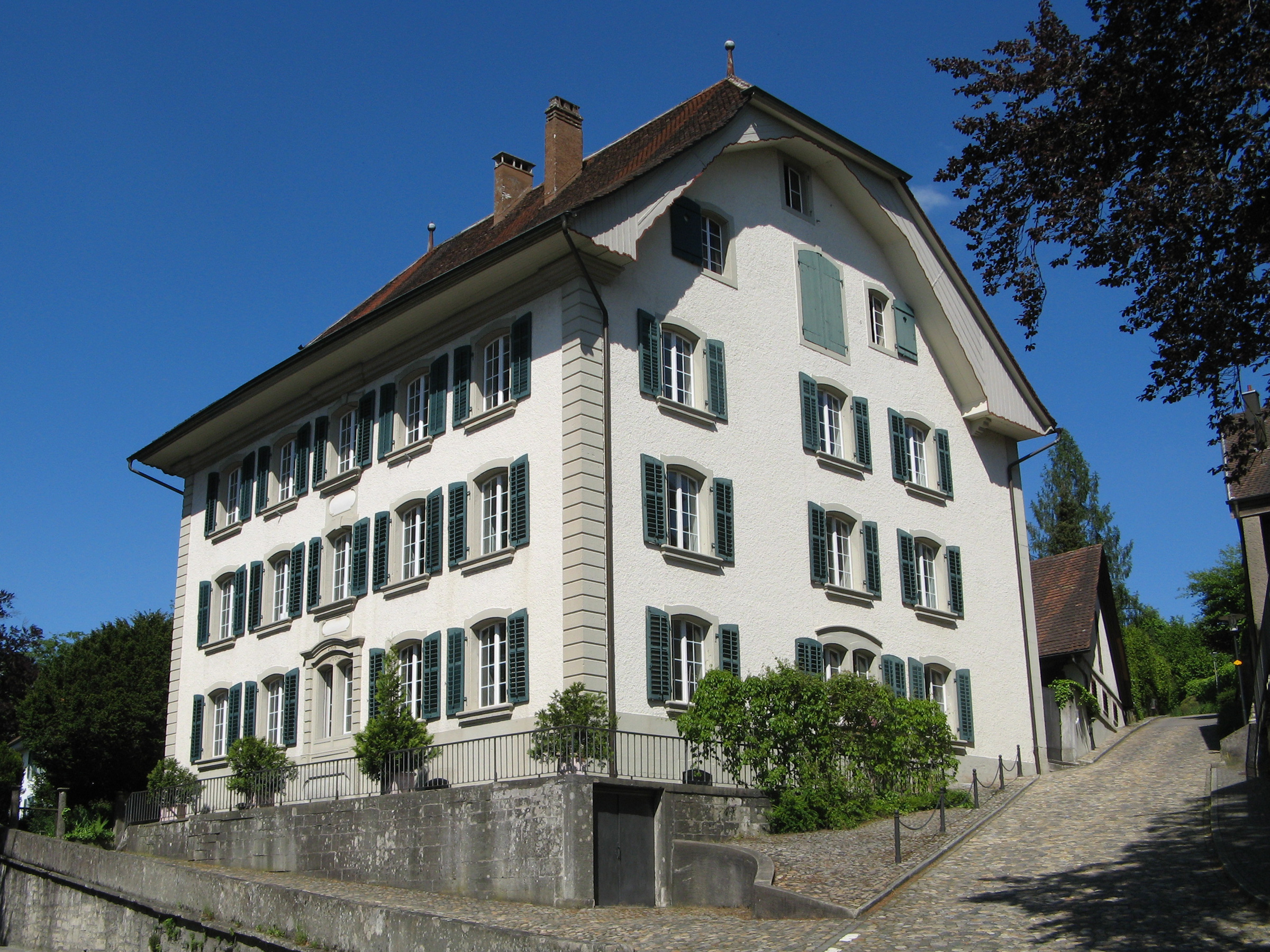
Steinbrüchliweg 1